# بیا بخوریم ۲
بیا بخوریم ۲ (انگلیسی: Let's Eat 2؛‏ کره‌ای: 식샤를 합시다 2) یک مجموعه تلویزیونی محصول کره جنوبی سال ۲۰۱۵ با بازی یون دو جون، سو هیون جین و کوان یول است. این مجموعه از ۶ آوریل تا ۲ ژوئن ۲۰۲۴، از تی‌وی‌ان پخش شد. این مجموعه، فصل دوم بیا بخوریم (۲۰۱۳) است.

## بازیگران

### اصلی
- یون دو جون در نقش گو ده یونگ[۳][۴]
- سو هیون جین در نقش بک سو جی
- کوان یول در نقش لی سانگ وو

### مکمل
- کیم هی وون در نقش لیم تک سو
- هوانگ سوک جونگ در نقش کیم می ران
- جو اون جی در نقش هونگ این آه
- هوانگ سونگ اون در نقش هوانگ هه ریم
- کیم جی یونگ در نقش لی جوم یی
- لی جو سونگ در نقش لی جو سونگ / آن چان سو
- کیم دان یول در نقش پارک جو وان

### حضور ویژه
- بونگ مان ده در نقش خودش (قسمت ۱)
- جانگ وون یونگ در نقش چوی کیو شیک (قسمت ۱)
- لی دو یون در نقش اوه دو یون (قسمت ۱)
- کویم وو در نقش دوست هه ریم (قسمت ۵)
- هو گا یون در نقش هونگ مین آه (قسمت ۷–۹)
- جو جه یون در نقش شوهر می ران (قسمت ۹)
- گونگ هیونگ جین در نقش شوهر این آه (قسمت ۱۱)
- کیم هیون سوک در نقش زنی که از سو جی تردمیل خرید (قسمت ۱۱)
- جونگ جی سون در نقش صاحب لباس‌شویی (قسمت ۱۴)
- ریمون کیم در نقش صاحب رستوران (قسمت ۱۵)
- ته این هو در نقش لی جو سونگ (قسمت ۱۶)
- یانگ یو سوب در نقش همکار ده یونگ (قسمت ۱۶)[۵]
- لی سونگ جون در نقش صاحب رستوران (قسمت ۱۷)
- پارک جون هوا در نقش مستأجر (قسمت ۱۸)
- یون سو یی در نقش زن مرموز (قسمت ۱۸)